# Кармия
Кармия (ивр. כַּרְמִיָּה‎) — кибуц в южном регионе Израиля, между Ашкелоном и сектором Газа. Расположен примерно в четырёх километрах к северу от сектора Газа и примерно в двух километрах к западу от шоссе 4, на высоте около 25 метров над уровнем моря и на расстоянии около 2 км от берега. Примерно в километре к югу от кибуца проходит речка Нахал Шакма.
Кибуц назван в честь виноградников («керем») в окрестностях поселения, и по созвучию с названием арабской деревни Хирбия.

## История
Кибуц был основан 21 апреля 1950 года на земле заброшенной арабской деревни Хараби (Хирабия) «ядром Нахаль» Ха-шомер ха-цаир из Туниса и Франции после того, как они прошли ускоренное обучение в кибуце Бейт-Зера. Начальной точкой киббуца стало школьное здание (вероятно, построенное англичанами несколькими годами ранее для детей арабской деревни Хираби, разрушенной во время и после Войны за независимость), и находится на холме недалеко к северо-востоку от кибуца.
В первые годы кибуц страдал от прибывших из сектора Газа диверсантов, которые в основном занимались воровством, а позднее, в составе фадаин, ещё и террористическими актами. В эти годы кибуц был определён Еврейским агентством как плантационная ферма, большая часть которой, кроме фруктового сада, не подходила по почве и климату и пришла в упадок. Сегодня кибуц принадлежит региональному совету Хоф-Ашкелон.
В 1952 году внутри МАПАМ разгорелась жесткая политическая борьба, многие члены последовали за Моше Снэ, который представлял антисионистские идеи в Мапаме. 22 члена киббуца, поддержавшие Снэ, были изгнаны из кибуца, но до этого они объявили голодовку и довели кибуц до кризиса. В 1954 году для укрепления кибуца прибыло израильское ядро «Гаддиш», а позже прибыли несколько ядер из Аргентины, Марокко и Израиля, все ветераны молодёжного движения Ха-Шомер ха-Цаир. Кроме того, к кибуцу присоединилось довольно много других людей. На протяжении многих лет аграрное хозяйство базировалось на молочной ферме, которая и по сей день является одной из лучших в стране, а также на разнообразных полевых культурах и фруктовом саду.
В 1972 году в кибуце была основана фабрика «Смихот Кармия», которая перерабатывала волокна для различных нужд и прославилась в Израиле в основном своими качественными одеялами.
В 1980-х кризис кибуца затронул и кибуц Кармия. Фабрика была продана. Большая часть фруктового сада была уничтожена из-за нехватки воды.
В конце девяностых годов кибуц прошёл упорядоченный процесс приватизации. Этот процесс ещё не завершен. В 2002 году на этом месте был открыт мемориал «Бейт ха-баним» в память о 6 товарищах, павших в израильских войнах.
После эвакуации сектора Газа в рамках плана разъединения в кибуце был создан район для эвакуированных, населяющих его сегодня, но неясно, останутся ли они там.
После реализации плана размежевания кибуц ещё пострадал (2007 г.) от обстрела ракетами «Кассам», так как тогда фактически не имел подходящих средств защиты. 3 февраля 2006 года ракета «Кассам» попала прямо в «каравилу» (переносной дом), в результате чего четыре человека получили ранения, в том числе младенец с черепно-мозговой травмой средней степени тяжести.
Дети кибуца получают образование в кибуце Яд-Мордехай, в начальной школе «Хуфим» и в средней школе «Моссад Шикма».
Недалеко от поселка находится природный заповедник под названием «Заповедник песков Кармия» («Шмурат холот Кармия»).

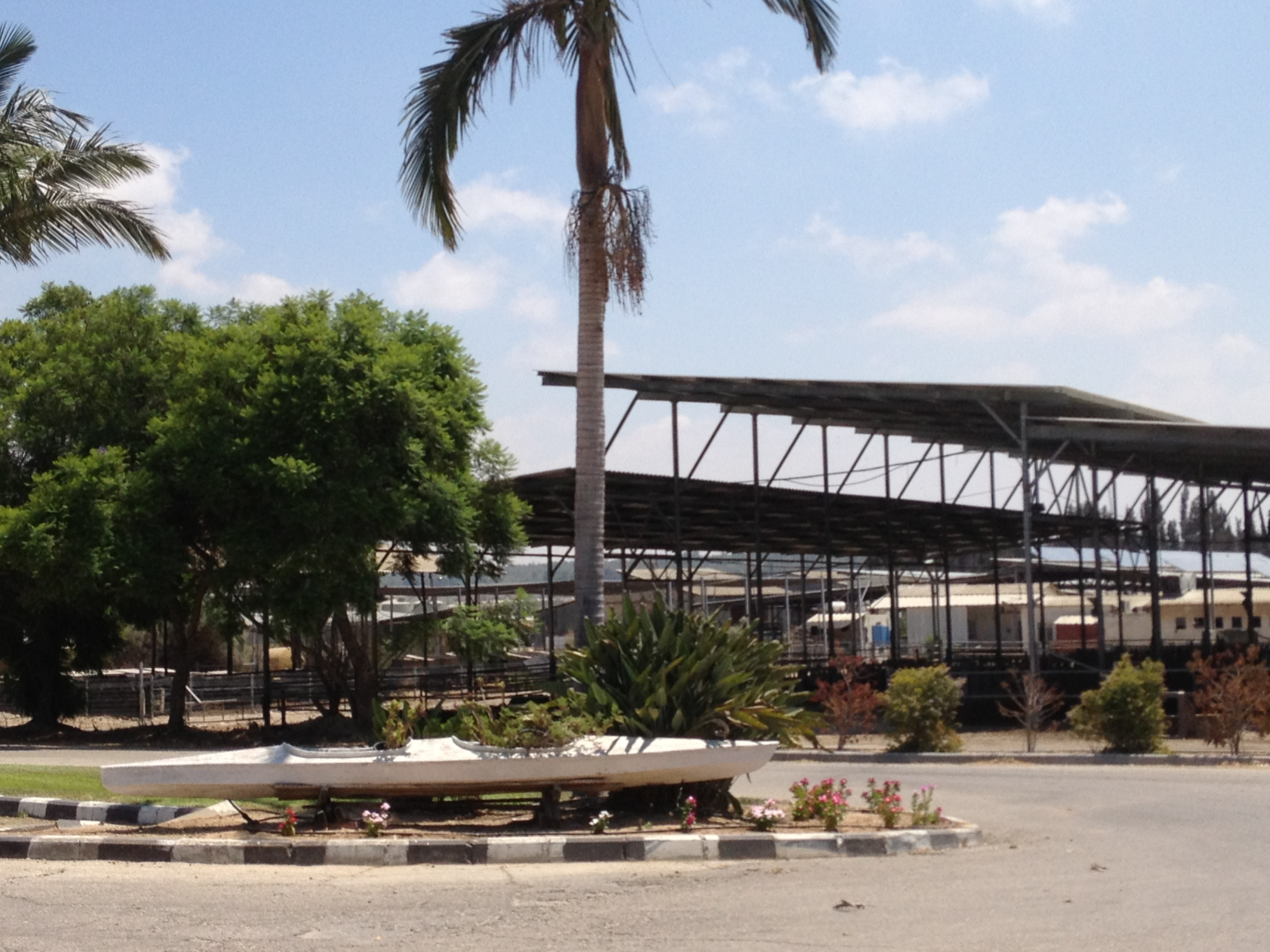
Молочная ферма кибуца Кармия

## Население
По данным Центрального статистического бюро Израиля, население на начало 2020 года составляло 650 человек.